# Louis Krasner
Louis Krasner (ukrainisch Луїс Краснер; * 8. Junijul. / 21. Juni 1903greg. in Tscherkassy; † 4. Mai 1995 in Brookline) war ein US-amerikanischer Geiger und Musikpädagoge ukrainischer Herkunft.

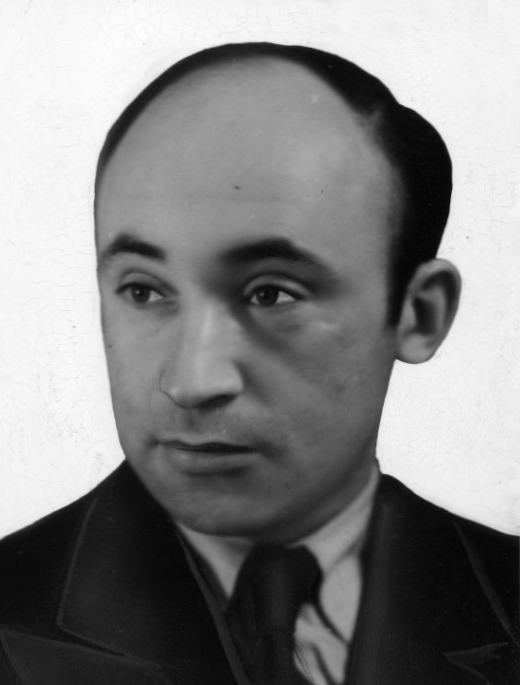
Aufnahme von Max Fenichel (1936)

Louis Krasner kam als Fünfjähriger mit seinen Eltern in die Vereinigten Staaten. Im Alter von neun Jahren begann er mit dem Violinspiel. 1923 schloss Krasner sein Musikstudium am New England Conservatory of Music ab, wo ihn Eugene Gruenberg und Frederick Shepherd Converse (Komposition) unterrichtet hatten. Es schlossen sich Studien in Europa bei Carl Flesch, Lucien Capet und Otakar Ševčík an, gefolgt von einer Solistenkarriere zunächst in Europa, später in den USA. Louis Krasner setzte sich stark für Musik seiner Zeitgenossen ein, so zunächst für Joseph Achron und Alfredo Casella. 1930 kam er in Kontakt mit den Vertretern der Neuen Wiener Schule. 1935 beauftragte Krasner Alban Berg mit der Komposition eines Violinkonzerts, das er 1936 aus der Taufe hob. 1940 übernahm er die Uraufführung des Violinkonzerts von Arnold Schönberg. Krasner führte auch Werke amerikanischer Komponisten erstmals auf, darunter solche von Roger Sessions, Henry Cowell und Roy Harris. Von 1944 bis 1949 wirkte er als Konzertmeister des Minneapolis Symphony Orchestra und übernahm dann Lehraufträge für Violine und Kammermusik an der Syracuse University. 1976 erhielt er eine Gastprofessur am New England Conservatory.